# Uma Devi Badi
Uma Devi Badi (nascida em 1965) é membro da Assembleia Provincial da Província de Sudur Paschim, no Nepal, eleita em 2017. Ela é uma ativista de direitos humanos e líder da comunidade Badi, que tem protestado ativamente pelo reconhecimento dos direitos de sua comunidade, incluindo o fim da intocabilidade e da prostituição, propriedade da terra e cidadania.

## Vida pregressa
Uma Devi Badi nasceu em 1965 em Thapagaun, no distrito de Salyan, no Nepal. Desde muito jovem, ela começou a vida como prostituta, única profissão disponível para as mulheres da casta Badi naquela época. Aos 21 anos, ela se casou com Prem Bhatta, da casta brâmane. O casamento entre castas gerou escândalo na época, já que a casta Badi é considerada uma das mais baixas do Nepal e é tratada como intocável. Uma Devi Badi não tem filhos, mas criou dois filhos de sua irmã.

## Ativismo
Uma Devi Badi recusou-se a aceitar as expectativas da sociedade em relação às mulheres de sua casta e escapou da vida como prostituta para trabalhar no sentido de oferecer à sua comunidade melhores oportunidades para o futuro. Aos 40 anos, com o apoio da Action Aid, ela se tornou chefe da organização local Community Support Group e montou um albergue para 25 meninos e meninas da casta Badi em uma propriedade alugada em Tikapur, no oeste do Nepal. As crianças recebem acomodação e são enviadas para a escola local, além de receberem apoio extracurricular depois da escola com suas habilidades de alfabetização e numeramento. O sucesso deste projeto deu origem a um projeto maior atualmente em construção que visa acolher mais de 100 crianças no futuro.
Dois anos após a criação do albergue, em 2007, Uma Devi Badi tornou-se líder de um movimento de protesto pelos direitos da comunidade Badi. Isso ficou conhecido como o movimento Badi de 48 dias. Durante esse período, Uma Devi Badi liderou aproximadamente 500 ativistas Badi de 23 distritos de suas aldeias para Singha Darbar, em Catmandu. Após sua chegada, eles realizaram protestos pacíficos do lado de fora do gabinete do primeiro-ministro e do Templo Pashupatinath. Suas demandas eram para que o governo promulgasse a Ordem da Suprema Corte de 2005 para melhorar as condições de vida da comunidade Badi com uma lista de 26 pontos de questões a serem abordadas. Isso incluía o fim da prostituição e da intocabilidade, abrigo permanente para uma comunidade nômade, registro de nascimento e cidadania em nome da mãe para seus filhos. Quando suas demandas não foram ouvidas, Uma Devi Badi intensificou o protesto, tirando a roupa da metade superior e pendurando-se no portão da sede do governo enquanto entoava slogans. Outras mulheres no protesto seguiram seu exemplo. Esse comportamento chamou a atenção da mídia e o assunto ganhou cobertura internacional, obrigando o governo a agir. Em 10 de setembro de 2007, o governo concordou em se reunir com Uma Devi Badi e trabalhar para introduzir um programa residencial público para a comunidade Badi.

## Reconhecimento
Em reconhecimento ao seu ativismo, ela foi listada como uma das 100 mulheres da BBC em 2018.

## Eleições de 2017
Em 2017, Uma Devi Badi foi eleita deputada da Assembleia Nacional pela Província nº 7. Ela se tornou a primeira autoridade eleita representando a comunidade Badi. Uma Devi Badi concorreu ao cargo citando que, desde 2007, os esforços do governo nepalês para melhorar as condições de vida, educação e oportunidades para a comunidade Badi têm sido lentos. Uma Devi Badi afirmou que esperava acelerar essas mudanças trabalhando dentro do governo.